# 池田村 (和歌山県)
池田村（いけだむら）は、和歌山県那賀郡にあった村。現在の紀の川市の北西端、和歌山線の打田駅・下井阪駅の北方一帯にあたる（両駅自体は村域に含まない）。

## 地理
- 山岳：三峯山
- 河川：春日川、倉谷川、二瀬川

## 歴史
- 1889年（明治22年）4月1日 - 町村制の施行により、西三谷村・中三谷村・東三谷村・豊田村・枇杷谷村・登尾村・東国分村・南国分村・古和田村・池田新村・重行村・南勢田村・北勢田村・北大井村・南中村・北中村・東山田村・西山田村・神領村・中畑村・今畑村・神通村の区域をもって発足。
- 1956年（昭和31年）3月31日 - 田中村と合併して打田町が発足。同日池田村廃止。

## 村長
- 隅田豊吉：1916年2月 -

## 交通

### 鉄道路線
村域内に鉄道路線は通過していなかったが、和歌山線の下井阪駅が至近に所在。